# Нижнесинячихинский завод

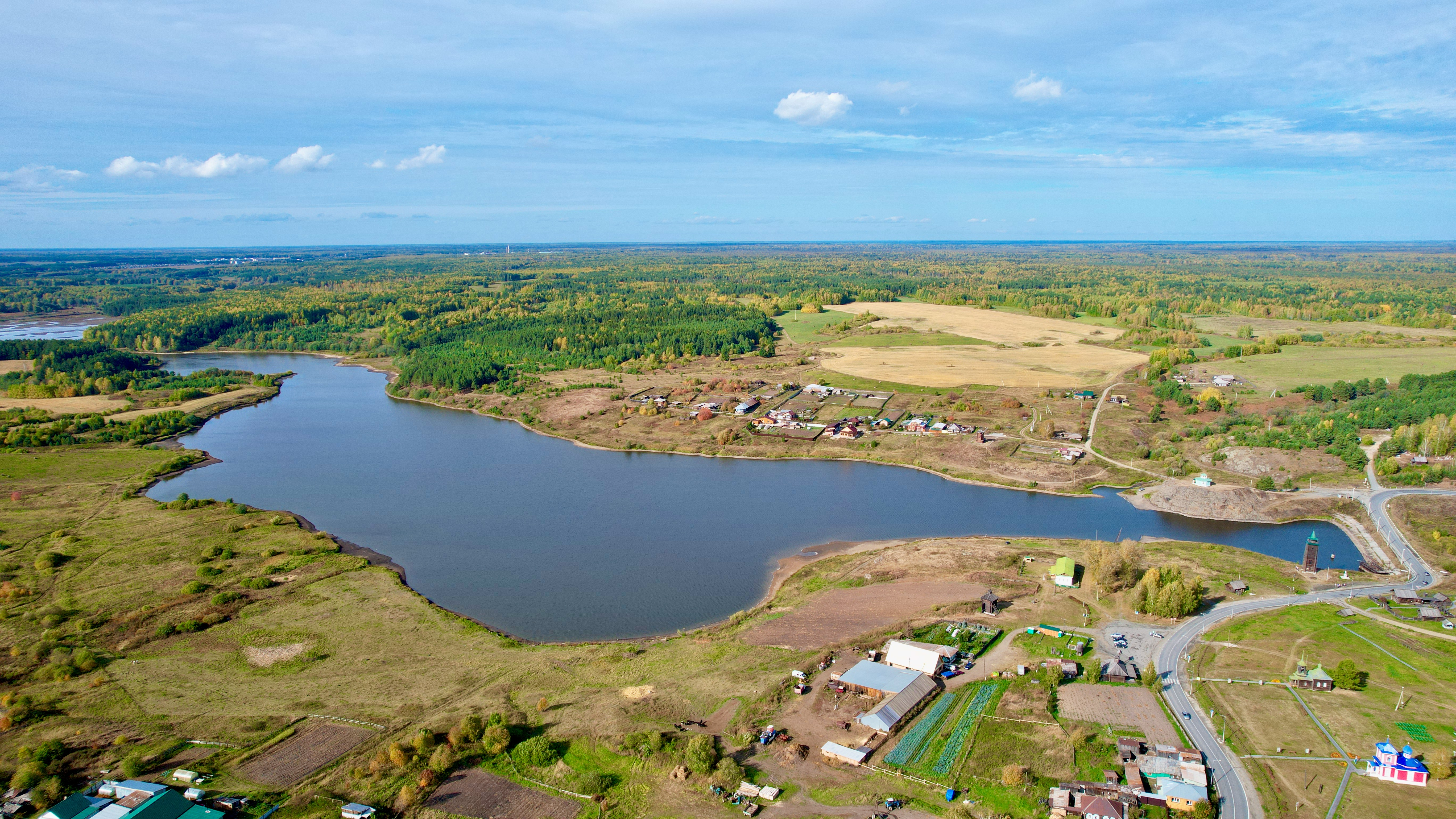
Нижнесинячихинский пруд

Нижнесинячи́хинский железоде́лательный заво́д (до 1769 года — Синячихинский) — металлургический завод, действовавший в период 1726—1827 годах на реке Синячиха. По состоянию на 2022 год существует бывший заводской пруд.

## Географическое положение
Завод был основан на реке Синячиха (левый приток реки Нейва) на свободной государственной земле, в 151 верстах к северо-востоку от Екатеринбурга и в 21 версте от Алапаевска.

## История
При осмотре Алапаевского завода в 1723 году де Геннин принял решение о создании вспомогательных заводов в связи с тем, что завод не справлялся с переработкой. Поиском мест для новых заводов занимались бергмейстер Никофор Клеопин, доверенное лицо де Геннина, и молотовой мастер Лоринс Пожаров, прибывшие с де Генниным. Строительство завода на реке Синячиха началось 14 апреля 1724 года и было завершено в марте 1727 года. В строительстве принимали участие крестьяне Алапаевской, Арамашевской, Невьянской и Мурзинской слобод под руководством Л. Пожарова и под присмотром капитана Тобольского полка Ивана Королёва. Крестьянам платили жалование 4—6 копеек в день. Через заводскую плотину (длиной в 33 сажень, шириной в 8 сажень 2 аршина, высотой в 4 сажень) был переброшен мост и поставлены земляные лари.
Завод с самого дня существования испытывал острый дефицит воды, заводской пруд был небольшим и не обеспечивал заводские нужды. В 1726—1746 годах завод ежегодно простаивал по 1/3 рабочего времени.
Первый выпуск железа был осуществлён в 1726 году. В 1730 году случился прорыв плотины, которую восстанавливали в том числе работники с Аннинского завода, ссыльные. В 1733 году прорыв плотины повторился.
В 1759 году завод был отдан в управление гвардии секунд-майору Александру Григорьевичу Гурьеву. 11 сентября 1766 года завод был выкуплен Саввой Яковлевичем Яковлевым. Новый владелец построил новую кричную фабрику для передела чугуна с Алапаевского завода. В связи постройкой в 1769 году выше по течению Синячихи нового Верхне-Синячихинского завода старый с этого времени стал именоваться Нижне-Синячихинский завод.
Во время крестьянской войны 1773—1775 года мастеровые завода активно участвовали в подавление мятежа, 38 человек из них погибло. Завод не имел собственной лесной дачи и уголь заготавливался на казённых дачах, а также на дачах Алапаевского завода.
В 1827 году был запущен Нейво-Алапаевский завод, и потребность в 4 вспомогательных заводах отпала. В 1828 году завод был остановлен. Оборудование завода было демонтировано, а заводские здания ликвидированы. Позднее на месте заводских построек работала мукомольная мельница, принадлежащая наследникам С. С. Яковлева.
В настоящее время остался только заводской пруд, фундамент от заводских построек, и часть свай от заводской плотины.

## Оборудование
В 1750 году на заводе имелись 2 молота, в 1760 году — 5 молотов, в 1780 году — 6 молотов. В 1797 году на заводе числилось молотовая фабрика с 6 кричными горнами и 3 кричными молотами.
В 1807 году, согласно данным П. Е. Томилова, заводская плотина была укреплена сверху деревянными свинками, снизу была обложена бутовым камнем. Плотина уже была длиной в 117,2 метра, шириной внизу в 53,3 метра, шириной вверху в 29,8 метра, высотой 7,1 метра, уровень воды в пруду — 5,3 метра. При плотине было 2 кричные фабрики, в одной из которых размещалось 6 кричных горнов, 6 кричных молота, 1 горн для изготовления уклада, 1 горн для ремонта молотов, деревянные меха с 8 цилиндрами. На заводе имелась кузница с 6 горнами, слесарная с 1 молотом и 1 горном, мукомольная мельница, ряд подсобных помещений.
Численность
В 1750-х годах на заводе числилось 53 мастеровых, из них 36 человек на самом заводе: 12 мастеров, 12 подмастерьев и 12 работников, 6 учеников. Оплата была мастерам по 5 копеек с готового пуда, шестидневная рабочая неделя.
- 1760 — 22,4
- 1780 — 50,3
- 1800 — 62,8
- 1807 — 56,8
- 1811 — 41,9
- 1815 — 60,0
- 1822 — 68,3
- 1823 — 72,2
- 1825 — 77,4
- 1827 — 41,7